# Trận Cầu Milvius
Trận cầu Milvius là trận đánh diễn ra giữa hai hoàng đế La Mã Constantinus I và Maxentius vào ngày 28 tháng 10 năm 312. Trận chiến này được đặt theo tên của cây cầu Milvius - một tuyến đường quan trọng trên sông Tiber. Constantinus I đã thắng trận và bắt đầu con đường kết thúc chính quyền Tứ đầu chế để trở thành người cai trị duy nhất của Đế quốc La Mã. Còn Maxentius bị chết đuối tại sông Tiber trong trận đánh này.
Theo các biên sử gia như Eusebius thành Caesarea và Lactantius, trận chiến cầu Milvius đã đánh dấu cho việc cải đạo sang Kitô giáo của Constantinus I. Lactantius kể lại rằng, Constantinus và binh lính của ông đã thị kiến thấy Chúa Kitô hứa sẽ mang lại chiến thắng cho họ nếu họ vẽ cây thánh giá lên trên những chiếc khiên. Sau khi thắng trận, Constantinus I đã cho xây một khải hoàn môn để kỷ niệm và ông khẳng định rằng chiến thắng này có sự can thiệp của thần thánh. Tuy nhiên, khải hoàn môn này không biểu thị bất kỳ biểu tượng nào liên quan đến Kitô giáo.

## Bối cảnh lịch sử
Nguyên nhân chính dẫn đến trận chiến này là sự kình địch vốn có trong chế độ Tứ Đầu chế của Diocletianus. Sau khi Diocletianus thoái vị vào ngày 1 tháng 5 năm 305, những người thừa kế ông bắt đầu tranh giành quyền kiểm soát đế chế La Mã gần như ngay lập tức. Mặc dù Constantinus là con trai của hoàng đế phía Tây Constantius, hệ tư tưởng của hệ thống Tứ Đầu chế không quy định nhất thiết phải là chế độ cha truyền con nối. Khi Constantius qua đời vào ngày 25 tháng 7 năm 306, quân đội của người cha lập tức tuyên bố Constantinus là Augustus ở Eboracum (York). Tại Roma, người được ưa chuộng hơn là Maxentius, con trai của vị đồng hoàng đế với Constantius, Maximianus, ông ta sau đó đã đoạt lấy danh hiệu hoàng đế vào ngày 28 Tháng 10 năm 306. Nhưng trong khi sự tuyên bố của Constantinus đã được công nhận bởi Galerius, vị hoàng đế các tỉnh phía Đông, Maxentius lại được coi như một kẻ tiếm vị. Galerius sau đó đã phái vị hoàng đế thuộc cấp của ông, Severus, chống lại ông ta vào đầu năm 307. Tuy nhiên, một khi Severus đến Italia, quân đội của ông đã đào ngũ sang phe Maxentius. Severus đã bị bắt, bị cầm tù, và sau đó bị hành quyết. Galerius thân hành kéo quân về Roma vào mùa thu, nhưng không chiếm nổi thành phố. Constantinus đã tránh xung đột với cả Maxentius và các vị hoàng đế phía đông trong hầu hết thời gian này.
Tuy nhiên, năm 312, Constantinus và Maxentius bắt đầu thù hằn nhau, mặc dù họ là anh em rể thông qua hôn nhân của Constantinus với Fausta, em gái của Maxentius. Trong mùa xuân năm 312, Constantinus đã tập hợp lực lượng của ông và quyết định tự mình lật đổ Maxentius. Ông dễ dàng chiếm đóng miền Bắc Ý, thắng hai trận lớn: trận đánh đầu tiên gần Turin, trận đánh thứ hai tại Verona, và trong trận này viên Pháp quan Thái thú Ruricius Pompeianus, vị tướng cấp cao nhất của Maxentius, đã bỏ mạng

## Giấc mơ của Constantinus

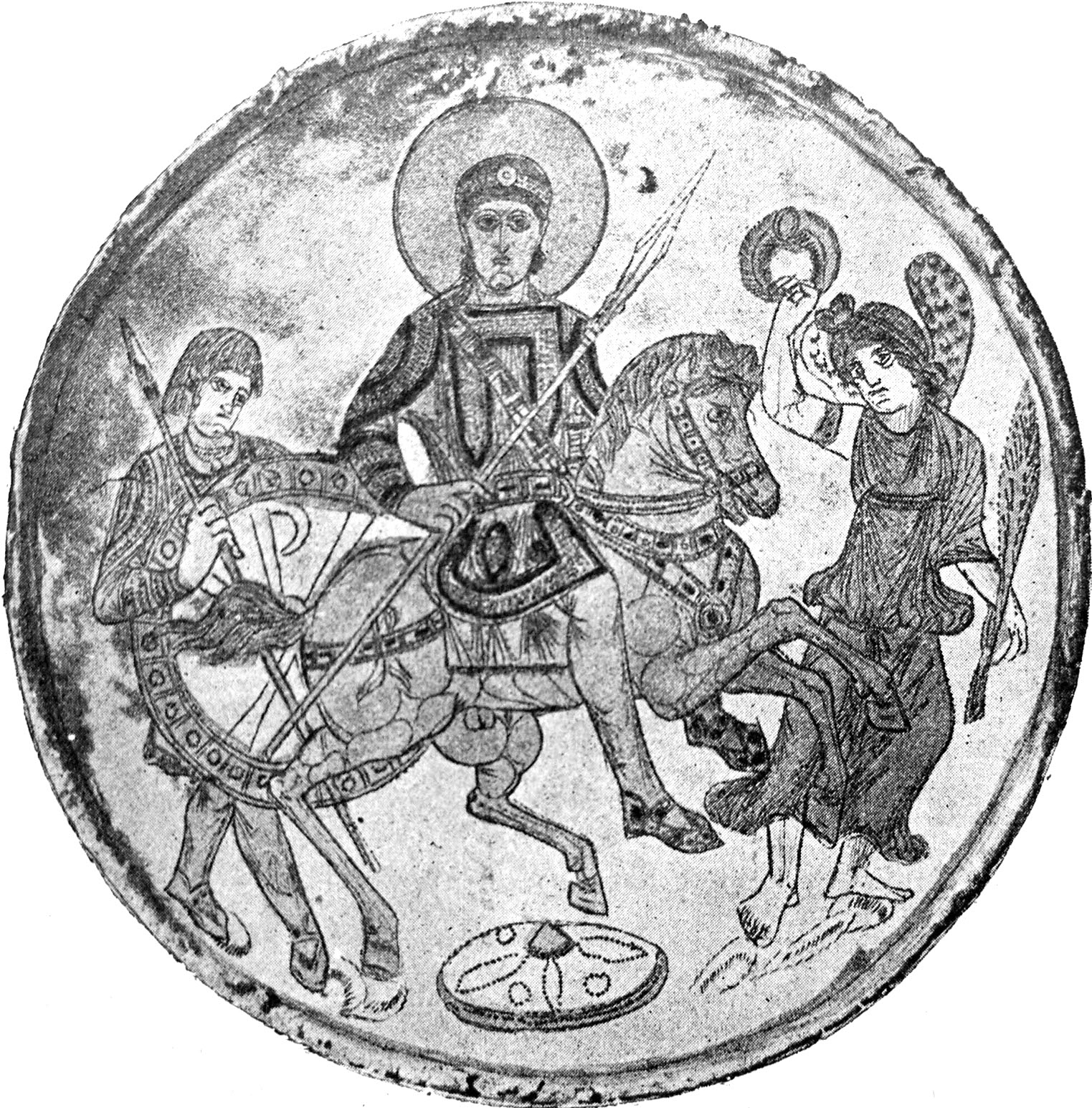
Hình ảnh con trai của Constantinus, Constantius II, được hộ tống bởi một người lính mang chiếc khiên có dấu hiệu Chi Rho

Tương truyền, vào tối ngày 27 tháng 10 năm 312, trong khi quân đội đang chuẩn bị cho trận chiến, Constantinus đã nhìn thấy một dấu hiệu nhắc nhở rằng ông sẽ chiến đấu dưới sự bảo vệ của Thiên Chúa. Tuy nhiên, những chi tiết về dấu hiệu này lại được các nguồn tư liệu mô tả khác nhau.
Theo Lactantius, một sử gia Kitô giáo, trong đêm trước của trận chiến, Constantinus được dẫn dắt tới một giấc mơ, trong đó ông được yêu cầu phải "vẽ dấu hiệu nhìn thấy trên trời lên khiên của những người lính" ("Từ cái chết của những kẻ bách hại" 44.5). Ông làm theo những lời chỉ dạy trong giấc mơ và vẽ lên những tấm khiên một dấu hiệu "biểu thị Chúa Kitô". Lactantius mô tả dấu hiệu này dưới dạng một "staurogram", hay một hình chữ thập Latinh và phần trên có hình chữ P. Không có bằng chứng cụ thể nào cho thấy Constantinus đã từng sử dụng dấu hiệu đó, đối lập với biểu tượng được biết đến nhiều hơn Chi-Rho, mô tả bởi Eusebius.

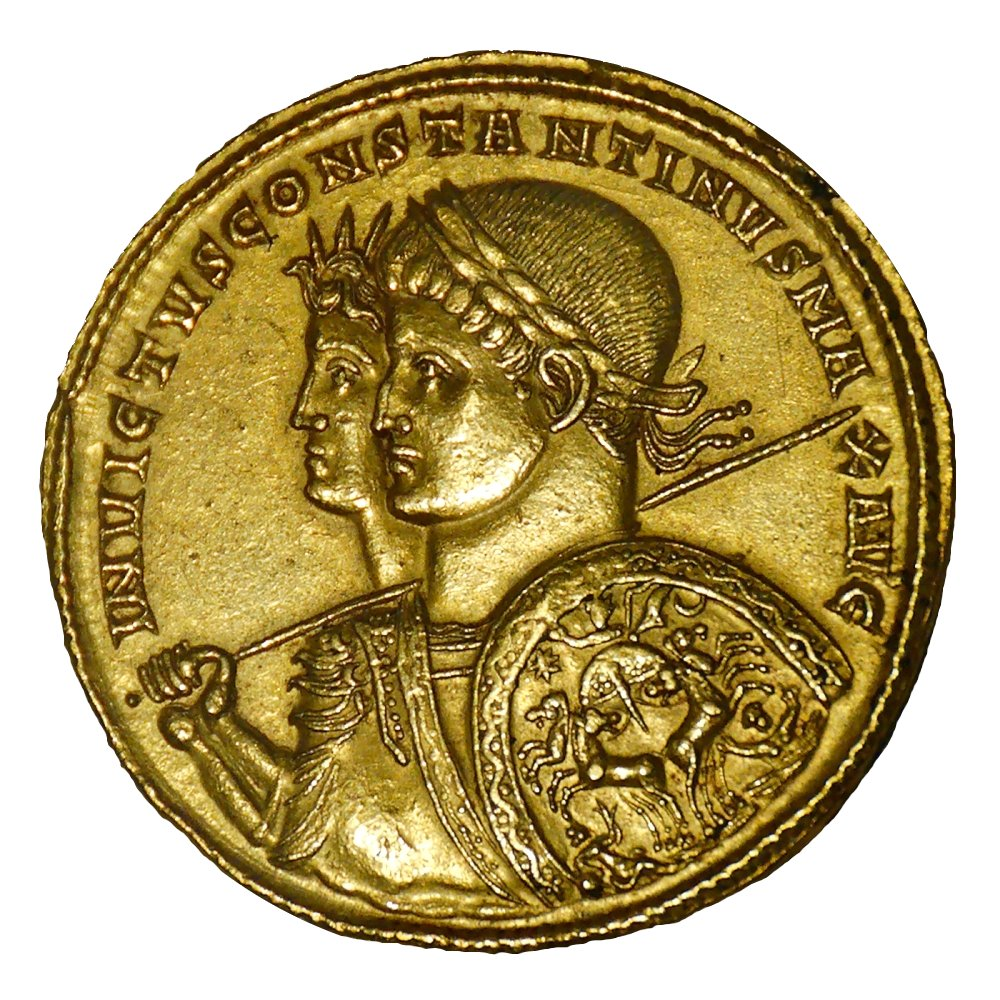
Một đồng tiền đúc năm 313 mô tả Constantinus như một người bạn đồng hành của thần Mặt trời

Cho đến ngày nay, có hai bản ghi chép trận chiến còn sót lại của sử gia Eusebius. Thứ nhất là Lịch sử Giáo hội, khẳng định rằng Constantinus được Thiên Chúa giúp đỡ nhưng không đề cập tới bất kỳ dấu hiệu hay hình ảnh nào. Trong tác phẩm sau này Cuộc đời của Constantinus, Eusebius lại mô tả chi tiết dấu hiệu mà Constntinus nhìn thấy và nhấn mạnh rằng ông đã nghe những mẩu chuyện này từ chính bản thân hoàng đế Constantinus. Theo tác phẩm này, Constantinus cùng với quân đội của ông đang hành quân (Eusebius không xác định vị trí thực tế của sự kiện này, nhưng rõ ràng là nó không xảy ra tại Roma), khi ông nhìn lên trời và thấy một cây thánh giá vươn lên ánh sáng mặt trời, và cùng với nó là những từ Hy Lạp "Εν Τούτῳ Νίκα", En toutō Nika, thường được dịch sang tiếng Latinh là "in hoc signo vinces", cả hai cụm từ này đều mang nghĩa "Trong dấu hiệu này, ngươi sẽ chinh phục" hoặc "Qua dấu hiệu này, hãy chinh phục". Lúc đầu, Constantinus không chắc chắn về ý nghĩa của sự xuất hiện này, nhưng trong các đêm tiếo theo ông đã mơ thấy Chúa Kitô giải thích với mình rằng hãy sử dụng những dấu hiệu đó để chống lại kẻ thù của mình. Eusebius cũng mô tả labarum, một biểu tượng quân sự được Constantinus sử dụng trong các cuộc chiến sau này với Licinius, thể hiện dấu hiệu Chi-Rho.
Theo những ghi chép của hai tác giả hiện đại, mặc dù không hoàn toàn phù hợp, đã được hợp nhất thành một khái niệm phổ biến về việc Constantinus nhìn thấy dấu hiệu Chi-Rho vào đêm trước của trận đánh. Cả hai tác giả đều đồng ý với quan điểm rằng dấu hiệu này không hoàn toàn dễ hiểu để chỉ Chúa Kitô, ứng với thực tế là không có bằng chứng nào về việc sử dụng các chữ cái chi và rho như một biểu tượng Kitô giáo trước Constantinus. Sự xuất hiện đầu tiên của nó là trên một đồng xu bạc của Constantinus năm 317, điều này chứng minh rằng Constantinus đã sử dụng các dấu hiệu này vào thời điểm đó, mặc dù không nổi bật cho lắm. Ông đã sử dụng rộng rãi Chi-Rho và biểu tượng Labarum trong cuộc xung đột sau này với Licinius.
Một số quan điểm khác giải thích dấu hiệu Constantinus nhìn thấy như một quầng sáng của mặt trời, được chỉnh lý lại cho phù hợp với quan niệm của Kitô giáo sau này bởi Constantinus. Thật thú vị khi lưu ý tới đồng tiền của Constantinus miêu tả ông một cách công khai như người bạn đồng hành của thần Mặt trời, được đúc cuối năm 313 - một năm sau trận chiến. Vị thần Mặt trời Sol Invictus thường được thể hiện với vầng hào quang trên đầu. Nhiều hoàng đế khác cũng thể hiện Sol Invictus trên tiền đúc của họ, với một loạt huyền thoại, chỉ một số ít có kết hợp với danh hiệu invictus, chẳng hạn như truyền thuyết về SOLI INVICTO COMITI, thể hiện vị thần Mặt trời bất bại như một người bạn đồng hành với hoàng đế, được sử dụng bởi Constantinus. Các đồng tiền của Constantinus tiếp tục mang hình ảnh của thần Mặt trời Sol đến cá năm 325-326. Một solidus của Constantinus dưới triều đại của ông mô tả hình ảnh bán thân của hoàng đế sánh đôi với Sol Invictus, với huyền thoại INVICTUS CONSTANTINUS. Sự sùng bái các vị thần Sol Invictus và Mithras rất phổ biến với những người lính trong quân đội La Mã thời đó. Tượng của Sol Invictus được mang bởi những người lính signifer xuất hiện ba lần trên phù điêu của Khải hoàn môn Constantinus. Khải hoàn môn này thẳng với bức tượng thần Mặt trời khổng lồ gần Đấu trường La Mã, do đó hình ảnh vị thần Sol hình thành trong bối cảnh chi phối khi nhìn từ sự chỉ đạo của phương pháp tiếp cận chính đối với các kiến trúc.

## Diễn biến trận đánh

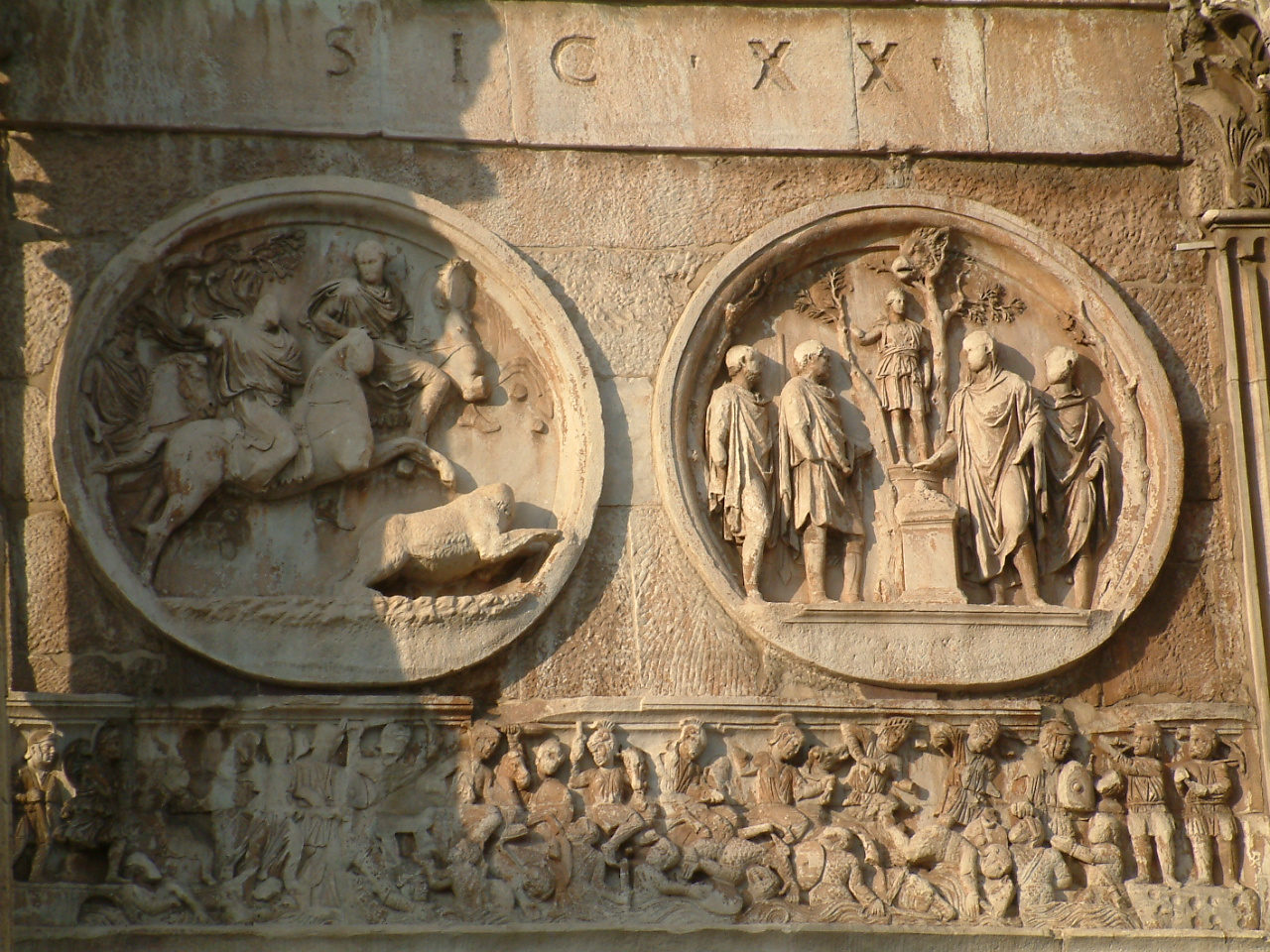
Một hình ảnh hiện đại về trận chiến từ Khải hoàn môn Constantinus tại Roma. Trên phù điêu là cảnh kỵ binh của Constantinus đang truy kích quân đội của Maxentius tới tận sông Tiber.

Constantinus tới Roma vào cuối tháng 10 năm 312 bằng con đường Via Flaminia. Ông cho quân đội hạ trại ở Malborghetto gần Prima Porta, tại đây vẫn còn đài tưởng niệm của Constantinus cho xây dựng để vinh danh sự kiện này.
Maxentius dự định ở lại Roma và chấp nhận một cuộc bao vây, như ông đã thành công trong những cuộc xâm lược của Severus và Galerius trước kia. Ông ra lệnh chuẩn bị một lượng lớn thực phẩm dự trữ cho thành phố. Thật kỳ lạ, cuối cùng Maxentius lại quyết định tấn công Constantinus trong một trận chiến thực sự. Nhiều tài liệu cho rằng quyết định này của Maxentius là do sự can thiệp của Thiên Chúa (theo lời các sử gia Kitô giáo như Eusebius và Lactantius) hoặc là vì Maxentius quá mê tín (theo Zosimus). Lưu ý rằng ngày diễn ra trận chiến trùng với ngày đăng quang của Maxentius (28 tháng 10), ngày mà Maxentius cho là một điềm tốt. Lactantius cũng cho rằng dân chúng tôn vinh Constantinus bằng những lời tung hô trong các trò chơi ở đấu trường, mặc dù mức độ tin cậy của những bản ghi chép này không được rõ ràng cho lắm.

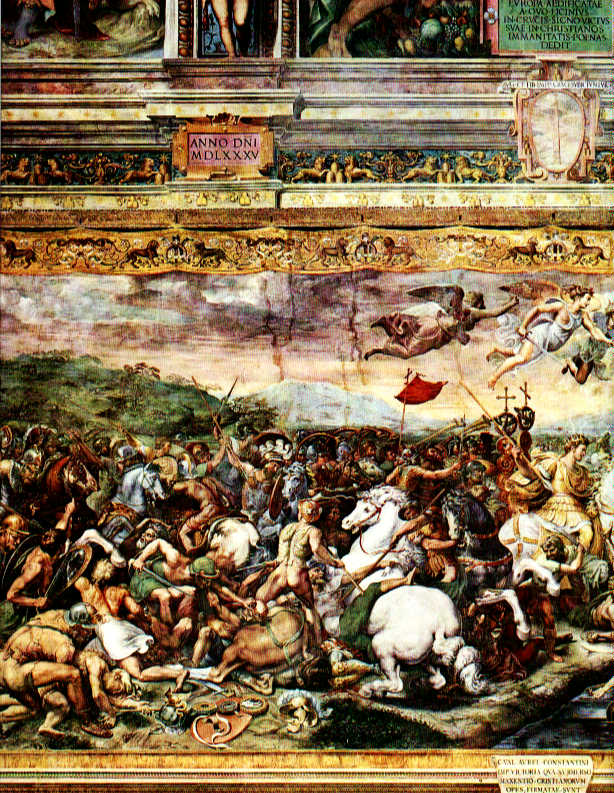
Trận cầu Milvius (1520-24), họa phẩm của Giulio Romano,, Điện Tông Tòa, Vatican.

Maxentius chọn cầu Milvius, một cây cầu đá từ con đường Via Flaminia bắc qua sông Tiber dẫn vào Roma làm nơi diễn ra trận chiến. Việc phòng thủ cây cầu này trở nên quan trọng hơn bao giờ hết đối với Maxentius nếu muốn đẩy lui kẻ thù khỏi Roma. Trong khi đó Viện nguyên lão La Mã tuyên bố sẽ ủng hộ bất kỳ ai nắm giữ thành phố. Dường như Maxentius đã phá hủy một phần cây cầu trong thời gian ông chuẩn bị chờ quân Constantinus đến vây hãm, thay vào đó là một cây cầu gỗ hoặc cầu phao được xây dựng. Nhiều tài liệu cũng đưa ra những ý kiến khác nhau về mục đích của cây cầu Maxentius cho xây dựng. Sử gia Zosimus đề cập nó một cách mơ hồ, ông cho rằng đó là một cây cầu gỗ trong khi các nguồn khác chỉ ra đó là một cầu phao. Không rõ là liệu cây cầu có được xây dựng để bẫy quân đội của Constantinus hay không.
Ngày hôm sau, hai đội quân chạm trán, kết quả Constantinus đã giành một chiến thắng quyết định. Những bố trí của Maxentius dường như đã bị lỗi khi quân đội của ông dàn trận quá sát sông Tiber, ngay ở phía sau họ, cho họ một chút không gian để hợp lại trong trường hợp đội hình họ bị buộc phải tản ra. Vốn là một vị tướng tài giỏi, Constantinus cho kỵ binh của mình xuyên thủng kỵ binh của Maxentius, sau đó cho bộ binh dâng cao đội hình. Quân lính của Maxentius dù chiến đấu tốt nhưng bắt đầu bị đẩy lùi về phía sông Tiber. Bản thân Maxentius định chạy thoát khỏi chiến trường về Roma, nhưng không còn đường nào khác ngoài cây cầu. Quân Constantinus tiếp tục truy kích quân Maxentius đang tháo chạy. Cuối cùng, cây cầu sụp đổ, nhiều quân lính của Maxentius kẹt lại ở bờ bắc sông Tiber bị giết hoặc bị bắt làm tù binh, chỉ còn đội cận vệ vẫn còn ngoan cường kháng địch. Maxentius có thể đã bị chết đuối trong lúc đang cố gắng bơi qua sông trong tuyệt vọng hoặc bị con ngựa của mình hất xuống dòng sông. Lactantius mô tả cái chết của Maxentius: "...khi cây cầu phía đằng sau hắn đã sụp đổ, cuộc chiến trở nên căng thẳng hơn bao giờ hết. Bàn tay của Chúa chiếm ưu thế và quân đội của Maxentius thất bại thảm hại...Maxentius chạy trốn về phía cây cầu gãy, nhưng đám đông giẫm đạp lên hắn, hắn đâm đầu xuống sông Tiber."

## Hệ quả
Constantinus tiến vào thành Roma vào ngày 29 tháng 10. Ông cho tổ chức một cuộc adventus lớn trong thành phố, và nhận được sự chào đón nồng nhiệt của dân chúng. Thi thể của Maxentius được vớt ra khỏi sông Tiber và bị chặt đầu, đầu Maxentius được diễu hành qua các đường phố Roma để mọi người thấy. Sau các nghi lễ, nó được gửi về Carthage để làm bằng chứng cho sự thất trận của Maxentius. Các tỉnh châu Phi sau đó cũng không còn tiếp tục kháng cự nữa. Trận đánh đã khẳng định quyền kiểm soát không thể chối cãi của Constantinus với nửa phía Tây của Đế quốc La Mã. Những mô tả về sự tiến vào Roma của Constantinus đều bỏ qua việc ông kết thúc cuộc diễu hành của mình tại Đền thờ thần Jupiter trên đồi Capitoline, vốn từ lâu đã được sử dụng làm nơi hiến tế cho các vị thần La Mã. Mặc dù chi tiết này được dùng làm bằng chứng cho cảm tình của Constantinus với Kitô giáo, nhưng cũng không thể hoàn toàn khẳng định Constantinus là một tín đồ Kitô vào thời điểm này. Trong một cuộc viếng thăm Curia Julia, ông đã vinh danh Viện nguyên lão, hứa sẽ phục hồi lại quyền lực vốn có của nó và đảm bảo một vị trí an toàn trong chính quyền cải cách mới của ông. Đồng thời, ông cũng tuyên bố sẽ không trả thù những người ủng hộ Maxentius trước đây. Constantinus tiến hành chiến dịch xóa bỏ ký ức (damnatio memoriae) đối với Maxentius, bãi bỏ các luật cũ do Maxentius ban hành, tiếp quản những dự án xây dựng lớn lao của Maxentius tại Roma như Đền thờ Romulus và Cung điện của Maxentius. Những kẻ ủng hộ Maxentius mạnh mẽ trong quân đội dần bị trung lập hóa khi Constantinus cho giải tán đội Cận vệ và lực lượng kỵ binh của hoàng đế (equites singulares), và thay thế những đơn vị này bằng những đơn vị mới có tên là Scholae Palatinae.

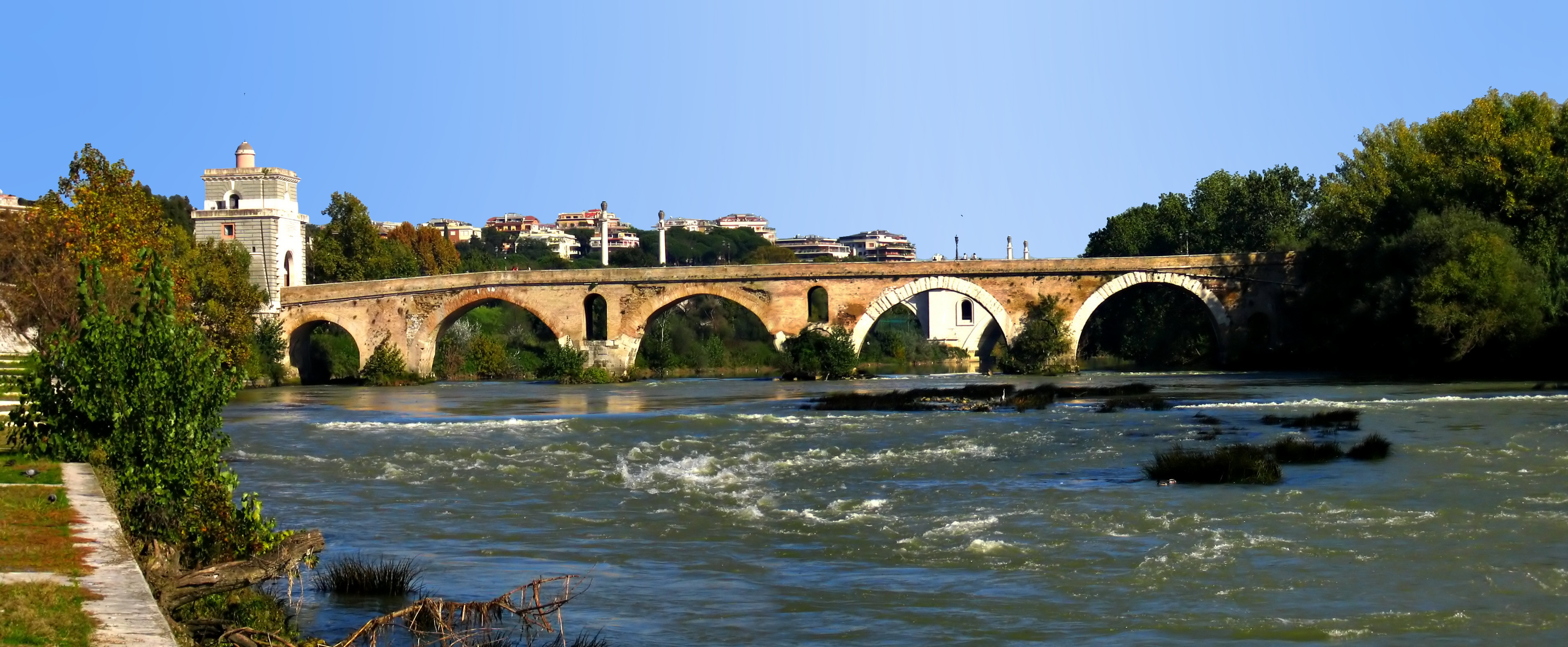
Cầu Milvius năm 2005

## Ý nghĩa
Nhà sử học Paul K.Davis viết: "Chiến thắng của Constantinus đã mang lại cho ông quyền kiểm soát Đế quốc Tây La Mã, mở đường cho Kitô giáo trở thành tôn giáo chủ đạo của Đế quốc La Mã cũng như của toàn châu Âu". Một năm sau (313), Constantinus và Licinius ban hành Sắc lệnh Milan, chính thức công nhận Kitô giáo là một tôn giáo hợp pháp của Đế quốc La Mã.